# Krasnogwardiejskaja
Krasnogwardiejskaja (ros. Красногвардейская – Czerwonogwardyjska) – stacja moskiewskiego metra linii Zamoskworieckiej (kod 020) położona w południowym okręgu administracyjnym Moskwy w rejonie Ziablikowo. Nazwana od dużej dzielnicy mieszkaniowej w pobliżu. Pełniła funkcję stacji końcowej linii do 24 grudnia 2012. Od 2 grudnia 2011 roku na stacji istnieje możliwość przejścia na ostatnią stację linii Lublinsko-Dmitrowskajej - Ziablikowo. Wyjścia prowadzą na Bulwar Oriechowyj, ulice  Jasenewaja i Musy Cälila.

## Konstrukcja i wystrój
Jednopoziomowa, jednonawowa stacja metra z jednym peronem. Tematem przewodnim wystroju jest rewolucja październikowa (poprzez m.in. witraże). Strop, składający się z 11 segmentów, przypomina konstrukcją stacje metra w Waszyngtonie. Ściany nad torami pokryto czerwonym marmurem. Podłogi wyłożono szarym granitem. 